# Uribes
„Uribes” – XIX-wieczny żelaznokadłubowy żaglowiec, początkowo trzymasztowy bark, w póniejszym czasie przebudowany na trzymasztowy szkuner, ostatecznie używany w czasie II wojny światowej jako lichtuga.

## Historia
„Uribes” był zbudowany w stoczni Matthew Pearse and Company w Stockton-on-Tees w 1868 na zamówienie hiszpańskiej rodziny De Uribe. Statek miał żelazny kadłub z poszyciem zakładkowym, który liczył 104 stopy i 2,5 cala długości (31,71 m), 24 stopy i 1 cal szerokości (7,34 m), a zanurzenie wynosiło 6 stóp i 9,5 cala (2,07 m). Statek miał trzy maszty z ożaglowaniem typu bark.  Pojemność brutto statku wynosiła 118 ton, net tonnage wynosiła 81.
Statek wielokrotnie zmieniał właściciela, w 1883 został zarejestrowany w Adelaide. W tym czasie ze statku zdjęto jego oryginalne maszty i był używany jako lichtuga.  W 1934 „Uribes” został ponownie przebudowany.  Ponownie postawiony na nim trzy maszty (tym razem z ożaglowaniem szkunera), został też wyposażony w silnik spalinowy.  Sześciocylindrowy czterosuwowy silnik parafinowy produkcji angielskiej miał moc 75 BH i pozwalał na osiągnięcie sześciu węzłów.  W tym samym roku został zakupiony za 3697 funtów przez firmę Cossack Lightering and Trading Co Ltd i zarejestrowany w Fremantle.
6 lutego 1942 „Uribes” został zarekwirowany przez Australian Army, używany był jako lichtuga przewożąc zaopatrzenie wojskowe w porcie Fremantle.
3 lipca 1942 załadowany 150 pociskami sześciocalowymi (152 mm), kilkoma samochodami i innym zaopatrzeniem „Uribes” podpłynął do molo w Thomson Bay, ale z powodu silnego wiatru nie był w stanie tam przycumować i pozostać.  Szyper statku zdecydował się na powrót do Fremantle.
W pobliżu przylądka Phillip Rock przy wyspie Rottnest zawiódł silnik statku i pomimo rzucenia kotwicy został on wyrzucony na skały i zatonął.  Ze statku udało się uratować kilka pojazdów i część przewożonego zaopatrzenia ale nie udało się już wyładować z niego znajdującej się tam amunicji.  W czasie wypadku żaden z członków załogi nie odniósł obrażeń.

## Wrak statku
Wrak znajduje się 100 metrów na zachód od mola Natural Jetty.  Kadłub statku leży na piaszczystym dnie, w czasie odpływu widoczna jest część relingu po stronie sterburty.  Jest to jeden z najbardziej dostępnych wraków leżących w okolicach Rottnest.  Dozwolone jest nurkowanie przy nim, ale sam wrak jest chroniony ustawą Historic Shipwrecks Act 1976 i zakazane jest usuwanie jakichkolwiek jego części czy rzeczy znajdujących się na pokładzie.